# Veronica satureiifolia
Veronica satureiifolia är en grobladsväxtart som beskrevs av Pierre Antoine Poiteau och Turp.. Veronica satureiifolia ingår i släktet veronikor, och familjen grobladsväxter. Inga underarter finns listade i Catalogue of Life.